# 巴斯孔
巴斯孔（法語：Bascons）是法国朗德省的一个市镇，属于蒙德马桑区（Mont-de-Marsan）阿杜尔河畔格雷纳德县（Grenade-sur-l'Adour）。该市镇总面积18.7平方公里，2009年时的人口为922人。

## 人口
巴斯孔人口变化图示